# Estação Palau Reial
Palau Reial é uma estação da linha Linha 3 do Metro de Barcelona. Entrou em funcionamento em 1975.

## História

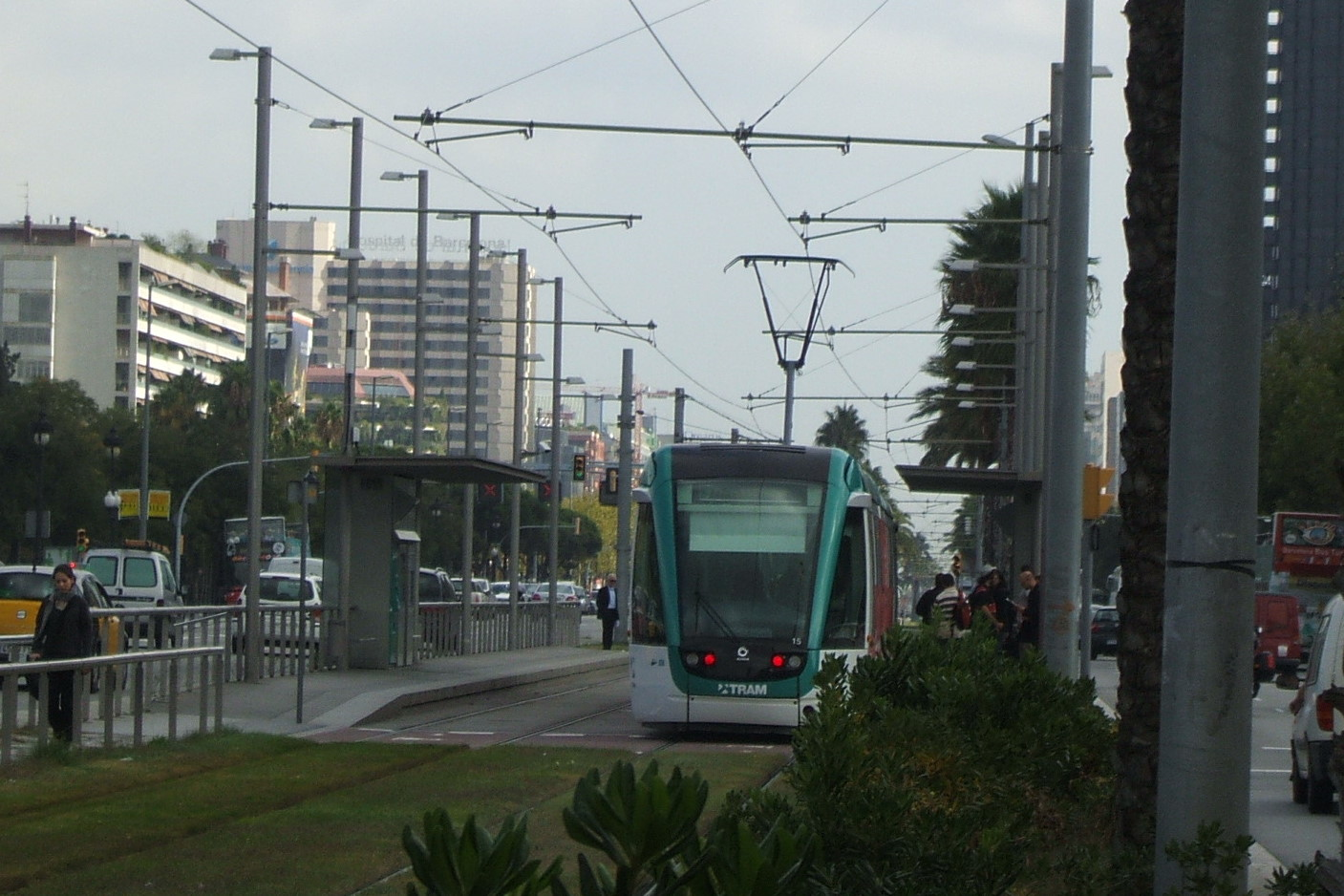
Ponto de parada do T3.

A estação de metrô foi inaugurada em 1975, junto com as outras estações do trecho L3 entre as estações Zona Universitària e Barcelona-Sants. Esta seção foi originalmente operada separadamente da L3, e conhecida como L3b, até que as duas seções foram unidas em 1982.
A estação recebeu este nome pela proximidade do palácio comprado pelo patrono de Gaudí, Eusebi Güell (1846–1918), que foi doado ao rei Afonso XIII de Espanha como residência em Barcelona. Atualmente o locar abriga um Museu de Artes Decarativas.

## Localização
Palau Reial é uma estação de metro e Trambaix, no bairro Pedralbes, distrito de Les Corts da cidade de Barcelona. A estação de metrô está localizada sob a Avinguda Diagonal, entre a Carrer del Tinent Coronel Valenzuela e a faculdade de biologia da Universidade de Barcelona. Possui duas plataformas laterais de 94 metros. A estação de bonde está localizada na Avinguda Diagonal, logo acima da estação de metrô.

## Acessos
- Avda. Diagonal
- Palau de Pedralbes
- Avda. Diagonal